# Félix Auger-Aliassime
Félix Auger-Aliassime (ur. 8 sierpnia 2000 w Montrealu) – kanadyjski tenisista, brązowy medalista igrzysk olimpijskich z Paryża (2024) w grze mieszanej, zdobywca Pucharu Davisa, triumfator juniorskich US Open 2015 w grze podwójnej oraz US Open 2016 w grze pojedynczej chłopców.
W lipcu w 2015 roku został najmłodszym tenisistą w historii, któremu udało się znaleźć w TOP 800 rankingu ATP.

## Życie prywatne
Auger-Aliassime urodził się w Montrealu, lecz dorastał na przedmieściach Québecu, w L’Ancienne-Lorette. Jego ojciec, Sam Aliassime, pochodzi z Togo, natomiast matka, Marie Auger, jest Kanadyjką. Félix ma starszą siostrę, Malikę, która również gra w tenisa. Auger-Aliassime przygodę z tenisem rozpoczął jako czterolatek w klubie Avantage, przynależnym do Tenisowej Akademii Hérrisset Bordeleau w Québecu. Należał do Krajowego Centrum Szkoleniowego gry w tenisa w Montrealu.

## Kariera tenisowa

### Sezon 2015
W lutym Auger-Aliassime zdobył swój pierwszy tytuł w turnieju juniorskim rangi ITF w Querétaro. Tydzień później w Zapopan zwyciężył w kolejnym turnieju tej samej rangi, lecz oprócz tytułu w grze singlowej, odniósł zwycięstwo także w deblu. W marcu, podczas turnieju challengerowego w Drummondville, przeszedł do historii jako najmłodszy tenisista (14 lat i 6 miesięcy), któremu udało się przebrnąć przez kwalifikacje i awansować do turnieju głównego rangi ATP Challenger Tour. Z przyczyn zdrowotnych musiał wycofać się z tego turnieju, ale zdobyte punkty uczyniły go tym samym pierwszym zawodnikiem urodzonym po 1999 roku, któremu udało się znaleźć w rankingu ATP.
W lipcu wziął udział w challengerze w Granby, po raz kolejny przeszedł przez kwalifikacje i znalazł się w turnieju głównym. W swoim pierwszym meczu pokonał Andrew Whittingtona (wówczas 493. miejsce w rankingu), bijąc kolejny rekord i stając się najmłodszym tenisistą, który wygrał mecz w turnieju rangi ATP Challenger Tour. W drugiej rundzie odniósł jeszcze większy sukces, triumfując nad Darianem Kingiem (205. miejsce). Swojego pogromcę znalazł dopiero w ćwierćfinale, a był nim Yoshihito Nishioka, klasyfikowany na 145. miejscu.
We wrześniu, podczas US Open, jego pierwszego juniorskiego turnieju wielkoszlemowego, doszedł do 2. rundy w grze pojedynczej chłopców oraz zwyciężył w turnieju deblowym w parze z Denisem Shapovalovem. W październiku, wraz z Shapovalovem i Benjaminem Sigouin, wygrał juniorskie rozgrywki Pucharu Davisa, po raz pierwszy w historii dla Kanady.

### Sezon 2016
Auger-Aliassime na kortach French Open osiągnął finał rozgrywek gry pojedynczej, w którym lepszy okazał się Geoffrey Blancaneaux. Kanadyjczyk uległ przeciwnikowi 6:1, 3:6, 6:8.
W lipcu razem z Denisem Shapovalovem osiągnął finał rozgrywek gry podwójnej chłopców podczas wielkoszlemowego Wimbledonu. W meczu mistrzowskim przegrali z Kennethem Raismą i Stefanosem Tsitsipasem wynikiem 6:4, 4:6, 2:6.
Podczas US Open triumfował w zawodach gry pojedynczej, pokonując w meczu mistrzowskim Miomira Kecmanovicia 6:3, 6:0. W rozgrywkach gry podwójnej wspólnie z Benjaminem Sigouinem zostali pokonani przez parę Juan Carlos Aguilar–Felipe Meligeni Alves wynikiem 3:6, 6:7(4).

### Sezony 2017 i 2018
Od marca 2017 regularnie startował w turniejach ATP Challenger Tour, zdobywając tytuły w Lyonie i Sewilli na kortach ziemnych. Pod koniec sierpnia odpadł w drugiej rundzie kwalifikacji do US Open.
Rok 2017 zakończył na 162. miejscu w rankingu ATP.
W marcu 2018 zakwalifikował się do turnieju ATP World Tour Masters 1000 w Indian Wells i wygrał mecz pierwszej rundy z Vaskiem Pospisilem, a w kolejnym poniósł porażkę z Milosem Raoniciem. Pod koniec maja przegrał w drugiej rundzie eliminacji do French Open. Po raz pierwszy w zawodach głównych Wielkiego Szlema wziął udział podczas US Open, pomyślnie przechodząc najpierw kwalifikacje. Mecz pierwszej rundy z Denisem Shapovalovem poddał przy stanie 5:7, 7:5, 1:4 przez zawroty głowy.
Pod koniec września osiągnął pierwszy w karierze ćwierćfinał w cyklu ATP World Tour, w Chengdu. Do turnieju dostał się jako szczęśliwy przegrany, a w drabince głównej wyeliminował Wu Yibinga i Chunga Hyeona.
W sezonie 2018 został zwycięzcą imprez ATP Challenger Tour w Lyonie i Taszkencie. Na koniec roku Kanadyjczyk zajmował 108. miejsce w klasyfikacji ATP.

### Sezon 2019 – finał Pucharu Davisa
W sezonie 2019 systematycznie rywalizował w cyklu ATP Tour. W lutym awansował do pierwszego w karierze finału, w Rio de Janeiro. Wyeliminował m.in. w pierwszym meczu Fabia Fogniniego, a mecz o tytuł przegrał 3:6, 5:7 z Laslem Đere. W następnym miesiącu Auger-Aliassime dotarł do półfinału ATP Tour Masters 1000 w Miami, najpierw wygrywając w kwalifikacjach. W Indian Wells odniósł pierwsze zwycięstwo nad tenisistą z czołowej dziesiątki rankingu, w drugiej rundzie ze Stefanosem Tsitsipasem (nr 10. ATP).
Drugi finał w sezonie Kanadyjczyk zagrał w maju na kortach ziemnych w Lyonie, pokonany w ostatnim pojedynku przez Benoît Paire.
Podczas turniejów rozgrywanych na nawierzchni trawiastej osiągnął najpierw finał w Stuttgarcie, potem półfinał w Londynie (Queen’s) i trzecią rundę Wimbledonu. W ćwierćfinałowym meczu z Dustinem Brownem w Stuttgarcie obronił jedną piłkę meczową.
Tegoż roku zadebiutował w lutym w reprezentacji Kanady w Pucharze Davisa. Kanada, w składzie z Augerem-Aliassime, wygrała rundę kwalifikacyjną do turnieju finałowego ze Słowacją. Auger-Aliassime pokonał 6:3, 6:4 w decydującym o awansie meczu Norberta Gombosa. W listopadzie Kanadyjczycy awansowali do finału zawodów po meczach grupowych, ćwierćfinale z Australią i półfinale z Rosją, a Auger-Aliassime zagrał dopiero w finale z reprezentującym Hiszpanię Robertem Bautistą-Agutem. Przegrał tę rywalizację 6:7(3), 3:6, w drugim mecz tej rundy Denis Shapovalov uległ Rafaelowi Nadalowi i to Hiszpania zdobyła końcowe trofeum.
W całym sezonie Kanadyjczyk zwyciężył w 33 meczach z 56 rozegranych.
Rok 2019 ukończył na 21. miejscu na świecie.

### Sezon 2020
W zdominowanym przez COVID-19 sezonie 2020 Auger-Aliassime osiągnął trzy finały halowych turniejów ATP Tour, w lutym w Rotterdamie i Marsylii oraz w październiku w Kolonii. Finał w Rotterdamie przegrał z Gaëlem Monfilsem, a w Marsylii ze Stefanosem Tsitsipasem. W pierwszej rundzie zawodów w Marsylii obronił przeciwko Stefano Travaglii piłkę meczową w drugim secie, a w drugiej rundzie wybronił trzy meczbole w decydującym trzecim secie z Pierrem-Huguesem Herbertem. Rundę finałową w Kolonii zakończył porażką z Alexanderem Zvereven.
Startując w zawodach Wielkiego Szlema najdalej awansował do czwartej rundy US Open, gdzie został wyeliminowany przez Dominika Thiema. Z Australian Open i French Open odpadł w pierwszych rundach.
W turniejach rangi ATP Tour Masters 1000 wygrał grę podwójną wspólnie z Hubertem Hurkaczem w Paryżu na początku listopada. W drugiej rundzie para Auger-Aliassime–Hurkacz pokonała najwyżej rozstawionych Roberta Faraha i Horacia Zeballosa, a w finale debel Mate Pavić–Bruno Soares, przeciwko którym obronili pięć piłek meczowych w drugim secie, kończąc rywalizację 6:7(3), 7:6(7), 10–2.
Na koniec sezonu 2020 zajmował 21. pozycję w klasyfikacji singlowej ATP.

### Styl gry
Ulubioną nawierzchnią Augera-Aliassime są korty twarde. Swoją grę opiera na forhendzie oraz serwisie. Jest szybkim i zwinnym zawodnikiem, co wpływa na duże możliwości w grze defensywnej. Jak sam przyznał, jego idolami są Roger Federer, Gaël Monfils oraz Jo-Wilfried Tsonga.

### Finały w turniejach ATP Tour
| Legenda                                      |
| -------------------------------------------- |
| Wielki Szlem                                 |
| Igrzyska olimpijskie                         |
| Tennis Masters Cup / ATP Finals              |
| ATP Masters Series / ATP Tour Masters 1000   |
| ATP International Series Gold / ATP Tour 500 |
| ATP International Series / ATP Tour 250      |

#### Gra pojedyncza (7–11)
| Końcowy wynik | Nr  | Data                 | Turniej        | Nawierzchnia  | Przeciwnik           | Wynik finału        |
| ------------- | --- | -------------------- | -------------- | ------------- | -------------------- | ------------------- |
| Finalista     | 1.  | 24 lutego 2019       | Rio de Janeiro | Ceglana       | Laslo Đere           | 3:6, 5:7            |
| Finalista     | 2.  | 25 maja 2019         | Lyon           | Ceglana       | Benoît Paire         | 4:6, 3:6            |
| Finalista     | 3.  | 16 czerwca 2019      | Stuttgart      | Trawiasta     | Matteo Berrettini    | 4:6, 6:7(11)        |
| Finalista     | 4.  | 16 lutego 2020       | Rotterdam      | Twarda (hala) | Gaël Monfils         | 2:6, 4:6            |
| Finalista     | 5.  | 23 lutego 2020       | Marsylia       | Twarda (hala) | Stefanos Tsitsipas   | 3:6, 4:6            |
| Finalista     | 6.  | 18 października 2020 | Kolonia        | Twarda (hala) | Alexander Zverev     | 3:6, 3:6            |
| Finalista     | 7.  | 7 lutego 2021        | Melbourne      | Twarda        | Daniel Evans         | 2:6, 3:6            |
| Finalista     | 8.  | 13 czerwca 2021      | Stuttgart      | Trawiasta     | Marin Čilić          | 6:7(2), 3:6         |
| Zwycięzca     | 1.  | 13 lutego 2022       | Rotterdam      | Twarda (hala) | Stefanos Tsitsipas   | 6:4, 6:2            |
| Finalista     | 9.  | 20 lutego 2022       | Marsylia       | Twarda (hala) | Andriej Rublow       | 5:7, 6:7(4)         |
| Zwycięzca     | 2.  | 16 października 2022 | Florencja      | Twarda (hala) | Jeffrey John Wolf    | 6:4, 6:4            |
| Zwycięzca     | 3.  | 23 października 2022 | Antwerpia      | Twarda (hala) | Sebastian Korda      | 6:3, 6:4            |
| Zwycięzca     | 4.  | 30 października 2022 | Bazylea        | Twarda (hala) | Holger Rune          | 6:3, 7:5            |
| Zwycięzca     | 5.  | 29 października 2023 | Bazylea        | Twarda (hala) | Hubert Hurkacz       | 7:6(3), 7:6(5)      |
| Finalista     | 10. | 5 maja 2024          | Madryt         | Ceglana       | Andriej Rublow       | 6:4, 5:7, 5:7       |
| Zwycięzca     | 6.  | 11 stycznia 2025     | Adelaide       | Twarda        | Sebastian Korda      | 6:3, 3:6, 6:1       |
| Zwycięzca     | 7.  | 2 lutego 2025        | Montpellier    | Twarda (hala) | Aleksandar Kovacevic | 6:2, 6:7(7), 7:6(2) |
| Finalista     | 11. | 1 marca 2025         | Dubaj          | Twarda        | Stefanos Tsitsipas   | 3:6, 3:6            |

#### Gra podwójna (1–1)
| Końcowy wynik | Nr | Data             | Turniej | Nawierzchnia  | Partner        | Przeciwnicy                | Wynik finału         |
| ------------- | -- | ---------------- | ------- | ------------- | -------------- | -------------------------- | -------------------- |
| Zwycięzca     | 1. | 8 listopada 2020 | Paryż   | Twarda (hala) | Hubert Hurkacz | Mate Pavić Bruno Soares    | 6:7(3), 7:6(7), 10–2 |
| Finalista     | 1. | 20 czerwca 2021  | Halle   | Trawiasta     | Hubert Hurkacz | Kevin Krawietz Horia Tecău | 6:7(4), 4:6          |

### Finały juniorskich turniejów wielkoszlemowych

#### Gra pojedyncza (1–1)
| Końcowy wynik | Nr | Data             | Turniej            | Nawierzchnia | Przeciwnik           | Wynik finału  |
| ------------- | -- | ---------------- | ------------------ | ------------ | -------------------- | ------------- |
| Finalista     | 1. | 5 czerwca 2016   | French Open, Paryż | Ceglana      | Geoffrey Blancaneaux | 6:1, 3:6, 6:8 |
| Zwycięzca     | 1. | 11 września 2016 | US Open, Nowy Jork | Twarda       | Miomir Kecmanović    | 6:3, 6:0      |

#### Gra podwójna (1–2)
| Końcowy wynik | Nr | Data             | Turniej            | Nawierzchnia | Partner          | Przeciwnicy                               | Wynik finału  |
| ------------- | -- | ---------------- | ------------------ | ------------ | ---------------- | ----------------------------------------- | ------------- |
| Zwycięzca     | 1. | 13 września 2015 | US Open, Nowy Jork | Twarda       | Denis Shapovalov | Brandon Holt Riley Smith                  | 7:5, 7:6(3)   |
| Finalista     | 1. | 10 lipca 2016    | Wimbledon, Londyn  | Trawiasta    | Denis Shapovalov | Kenneth Raisma Stefanos Tsitsipas         | 6:4, 4:6, 2:6 |
| Finalista     | 2. | 10 września 2016 | US Open, Nowy Jork | Twarda       | Benjamin Sigouin | Juan Carlos Aguilar Felipe Meligeni Alves | 3:6, 6:7(4)   |